# Resolución 1338 del Consejo de Seguridad de las Naciones Unidas
La resolución 1338 del Consejo de Seguridad de las Naciones Unidas fue aprobada por unanimidad el 31 de enero de 2001, tras recordar resoluciones anteriores sobre Timor Oriental, en particular las resoluciones 1272 (1999) y 1319 (2000), el Consejo prorrogó el mandato de la Administración de Transición de las Naciones Unidas en Timor Oriental (UNTAET) durante un año hasta el 31 de enero de 2002.
El Consejo de Seguridad apoyó las medidas adoptadas por la UNTAET para fortalecer la participación del pueblo de Timor Oriental en la administración de su territorio. Alentó los esfuerzos para lograr la independencia de Timor Oriental para fines de 2001 y señaló que una presencia internacional en el territorio era necesaria después de la independencia. También preocupaba el gran número de refugiados de Timor Oriental ubicados en campamentos en la provincia indonesia de Islas menores de la Sonda orientales (Timor Occidental )y la actividad de milicias en la región.
Extendiendo el mandato de la UNTAET por un año más teniendo en cuenta los ajustes, el Consejo instó al Representante Especial del Secretario General a que siguiera delegando poderes de la administración de transición al pueblo de Timor Oriental y a la UNTAET para apoyar este proceso. Se pidió a las instituciones financieras y a los fondos y programas de las Naciones Unidas que prometían ayuda humanitaria que cumplieran con sus compromisos, mientras que también se le pidió a la comunidad internacional que colaborara en la creación de la Fuerza de Defensa de Timor Oriental (F-FDTL).
La resolución subrayó la necesidad de que la UNTAET respondiera a las amenazas de las milicias y de que los responsables de crímenes graves cometidos en 1999 fueran llevados ante la justicia. Se pidió al gobierno indonesio que continuara mejorando la seguridad del personal internacional en Timor de conformidad con la Resolución 1319 del año 2000. Por último, se pidió al secretario general Kofi Annan que reportara al consejo antes del 30 de abril de 2001 sobre el mandato de la UNTAET y que formulara recomendaciones sobre una presencia internacional en Timor Oriental en un plazo de seis meses.